# Isabelle (Theorembeweiser)
Isabelle ist ein generischer interaktiver Theorembeweiser mit besonderem
Schwerpunkt auf Higher-Order Logic (HOL). Ein wichtiger Anwendungsbereich von Isabelle ist die formale Verifizierung von Hard- und Software. Die Implementierungssprachen von Isabelle sind Standard ML und Scala. Das Basis-System unterliegt der BSD-Lizenz, während zusätzliche Komponenten unter Umständen andere Lizenzen für freie Software verwenden.
Am australischen Forschungsinstitut NICTA wurde mithilfe von Isabelle erstmals die Korrektheit eines Kernels (Secure Embedded L4 (seL4)) formal bewiesen. Bei einer Programmlänge von insgesamt 8700 Zeilen Code wurde die Korrektheit von 7500 Zeilen gezeigt; der Rest ist Boot-Code, der nur initial ausgeführt wird.
Stand April 2025 wurden in Isabelle bereits 92 von insgesamt 100 Sätzen von Freeks Liste formalisiert. Damit ist Isabelle Spitzenreiter, gefolgt von HOL Light (89 Sätze), Coq und Lean (beide jeweils 79 Sätze).